# Hựu Thạnh
Hựu Thạnh là một xã thuộc huyện Đức Hòa, tỉnh Long An, Việt Nam.

## Địa lý
Xã Hựu Thạnh nằm ở phía nam huyện Đức Hòa, có vị trí địa lý:
- Phía đông giáp xã Đức Hòa Hạ
- Phía tây giáp huyện Đức Huệ
- Phía nam giáp huyện Bến Lức
- Phía bắc giáp thị trấn Đức Hòa và các xã Hòa Khánh Đông, Hòa Khánh Nam.

Xã có diện tích 33 km², dân số năm 1999 là 10.338 người, mật độ dân số đạt 313 người/km².

## Hành chính
Xã được chia thành 6 ấp: 1A, 1B, 2, 3A, 3B, 4.

## Lịch sử
Ngày 12 tháng 1 năm 2016, thị trấn Đức Hòa mở rộng (gồm thị trấn Đức Hòa, xã Đức Hòa Hạ và một phần các xã Đức Hòa Đông, Hựu Thạnh) được công nhận là đô thị loại IV.

## Du lịch
- Khu du lịch làng cổ Phước Lộc Thọ[4]